# Маковецький Федір Єфремович
Маковецький Федір Єфремович (*25.02.1899 — †7.05.1974) — радянський офіцер, учасник Радянсько-німецької війни, командир 231-го гвардійського стрілецького полку 75-ї Бахмацької двічі Червонозоряної ордена Суворова гвардійської стрілецької дивізії 30-го стрілецького корпусу 60-ї Армії Центрального фронту, Герой Радянського Союзу (17.10.1943), гвардії підполковник.

## Біографія
Народився 25 лютого 1899 року в с. Богданівка, зараз Толочинського району Вітебської області, Білорусь. Закінчив 8 класів Коханівської школи.
В Червоній Армії з 1919 року, воював на Південному фронті, в 1920 році — на Західному. В 1923 році брав участь в боротьбі з басмацтвом. Нагороджений Почесною революційною зброєю. В 1925 році закінчив курси військових командирів, в 1926 — об'єднану військову школу ім. Леніна в Ташкенті, а в 1935 році — курси «Вистрел». З 1927 по 1937 рік служив в 37-му Батумському прикордонному загоні. Після закінчення Вищої прикордонної школи викладав тактику і топографію в Саратовському військовому прикордонному училищі (в 1938–1941 роках). Був нагороджений ювілейною медаллю «ХХ років РСЧА».
Радянсько-німецьку війну майор Маковецький зустрів у складі прикордонний військ. На посаді командира батальйону 289-го стрілецького полку 13-ї мотострілецької дивізії внутрішніх військ НКВС брав участь в боях проти наступаючих німецьких військ в районі м. Ізюм, в обороні по річці Сіверський Донець, в районі м. Куп'янськ, м. Воронеж, по річці Хопер на схід від м. Борисоглєбськ. Зазнавши значних втрат у боях, 15 червня 1942 року 13-та мотострілецька дивізія за наказом Ставки ВГК була переформована, введена до складу Червоної Армії і отримала найменування 95-ї стрілецької дивізії . З 19 вересня 1942 року 95-а стрілецька дивізія (СРСР) у складі 62-ї армії бере участь в обороні Сталінграду. Маковецький командував спочатку навчальним батальйоном, а потім був призначений ТВО командира 161-го стрілецького полку. Обороняв Мамаїв курган, вів бої в районі заводів "Барикади" і "Червоний Жовтень". За оборону Сталінграда Маковецький Ф.Є. був нагороджений орденом Червоної Зірки. 
За оборону Сталінграду 95-й стрілецькій дивізії було присвоене звання гвардійської, 1 березня 1943 року вона була переформована у 75-ту гвардійську стрілецьку дивізію. Підполковник Маковецький став командиром 231-го гвардійського стрілецького полку.
В липні 1943 року відзначився під час боїв у Курській битві в районі Понирі — Ольховатка. Нагороджений орденом Червоного Прапора.
Особливо відзначився Ф.Є.Маковецький при форсуванні річки Дніпро північніше Києва восени 1943 року, у боях при захопленні та утриманні плацдарму на правому березі Дніпра в районі сіл Глібівка та Ясногородка (Вишгородський район Київської області). 
Указом Президії Верховної Ради СРСР від 17 жовтня 1943 року "за мужність і героїзм проявлені при форсуванні Дніпра і утриманні плацдарму гвардії підполковнику Маковецькому Федору Єфремовичу присвоєне звання Героя Радянського Союзу із врученням ордену Леніна і медалі «Золота Зірка»
В 1944 році Маковецький командує 825-м стрілецьким полком 302-ї стрілецької Тарнопільської Червонопрапорної ордена Кутузова дивізії. В боях за Польщу в серпні 1944 року прориває укріплену оборону німецьких військ в районі села Воля Мелецька, а 23.08.1944 року виходить на північний захід від м. Дембиця, тим самим давши можливість сусіднім частинам зайняти м. Дембиця .
Навесні 1945 року в Чехословаччині 825-й стрілецький полк Маковецького проривав глибоко ешелоновану оборону армії Райху біля м. Опава (Троппау). Діючи на головному напрямку наступу, полк опанував населеними пунктами Олдржихів і Пуста-Якортиця, відбиваючи по кілька раз на день сильні контратаки супротивника. Підполковник Маковецький був нагороджений орденом Червоного Прапора.
В цих боях Маковецький був тяжко поранений, йому ампутували ногу, на лікування у госпіталях знадобилось два роки.
З 1947 року гвардії підполковник Маковецький Ф.Є в запасі. Мешкав і працював у смт. Коханово Толочинського району Вітебської області, Білорусь.
Помер 7 травня 1974 року.

## Нагороди
- медаль «Золота Зірка» № 1889 (17 жовтня 1943)
- Орден Леніна
- чотири ордени Червоного Прапора
- Орден Червоної Зірки
- Медалі

## Пам'ять
- У навчальному центрі Сухопутних військ Збройних сил України «Десна» встановлено бюст Героя.